# کونان، ان
کونان، ان (به فرانسوی: Conand) یک کمون در فرانسه است که در Canton of Saint-Rambert-en-Bugey واقع شده‌است.

## خصوصیات
کونان ۱۵٫۲۸ کیلومترمربع مساحت و ۱۰۳ نفر جمعیت دارد و ۳۶۰ متر بالاتر از سطح دریا واقع شده‌است.